# Hjalmar Möller
Hjalmar August Möller, född den 26 september 1866 i Ystad, Malmöhus län, död den 19 mars 1941 i Danderyds församling, Stockholms län, var en svensk geolog och botaniker.
Möller blev 1887 student och 1903 filosofie doktor i Lund. Han var amanuens vid botaniska institutionen där 1896–1900 samt vid Naturhistoriska riksmuseets avdelning för arkegoniater och fossila växter 1901–1903, sekreterare och assistent vid Sveriges utsädesförening i Svalöv 1904–1906 samt vikarierande lektor vid Högre allmänna läroverket i Kalmar 1906–1908. Han blev 1908 lektor vid Högre allmänna läroverket i Falun, 1913 i Västervik och 1915 i Kalmar, men åtnjöt från hösten 1917 tjänstledighet för vetenskapligt arbete vid Naturhistoriska riksmuseet.
Möller vistades som Battramsk stipendiat 1897 på Java och i Burma och företog forskningsresor inom Sverige och grannländerna. Av utgivna skrifter kan nämnas Om Acerocarezonen (tillsammans med Johan Christian Moberg, 1898), Cladopus Nymani, eine Podostemacé aus Java (1899), Bidrag till Bornholms fossila flora: 1. Pteridofyter (1902), 2. Gymnospermer (1903), Löfmossornas utbredning i Sverige (13 band, 1911–36) samt Beiträge zur Moosflora Javas, Straits Settlements und Birmas (1918). 
Hjalmar Möller är begravd på Danderyds kyrkogård.